# Somatografie
Mit Somatografie (in Fachschreibung: Somatographie, aus dem Griechischen: Körperzeichnen) bezeichnet man im Arbeitsstudium die grafische Methode zur Darstellung des menschlichen Körpers in technischen Zeichnungen bei einem vorgegebenen Maßstab.
Für die Somatografie existiert eine Vielzahl an Hilfsmitteln, generell in Form von Schablonen, Video-Somatografie und Computer-Somatografie.

## Zeichenschablonen
Die inzwischen zurückgezogene DIN 33416, auf welche beispielsweise die Kieler Puppe aufbaut, definierte vier Körperumrissklassen jeweils in Seiten- und Vorderansicht von der „kleinen Frau“ mit 1540 mm Körpergröße bis zum „großen Mann“ mit 1870 mm. Die bekannte sogenannte Bosch-Schablone zeigt die menschliche Gestalt in Seiten- und Vorderansicht sowie in Draufsicht. Generelle Probleme der Schablonen sind, dass unterschiedliche Körperproportionen („Sitzriese“ und „Sitzzwerg“) sowie unterschiedliche Gelenkstellungen im Raum nicht berücksichtigt werden.

## Video-Somatografie
Bei der Video-Somatografie wird in einem CAD-System konstruiert. Das Menschmodell entstammt allerdings einer Videoaufnahme und wird maßstabsgetreu in das CAD-Modell eingemischt. Damit kann eine Konstruktion hinsichtlich ihrer ergonomischen Gestaltung relativ rasch geprüft werden. Video-Somatografie stellt somit eine Übergangstechnologie dar, solange keine konstruierten Menschmodelle für CAD zur Verfügung stehen.

## Computer-Somatografie
Rechnermodelle für den Menschen stehen inzwischen für die gängigen CAD-Systeme zur Verfügung. Oft angewandte Modelle sind:
- ANTHROPOS ErgoMAX[5],
- DELMIA,
- IDO:Ergonomics - „Interactive Ergonomic simulation system“[6],
- JACK von Tecnomatix Human Performance[7],
- Manikin,
- RAMSIS und
- SAFEWORK[8]